# Gemerská Poloma
Gemerská Poloma es un municipio del distrito de Rožňava en la región de Košice, Eslovaquia, con una población estimada a final del año 2024 de 1885 habitantes.
Se encuentra ubicado al oeste de la región, en la cuenca hidrográfica del río Hernád, y cerca de la frontera con la región de Banská Bystrica y Hungría.

## Demografía
| Año        | 1994 | 2004    | 2014    | 2024    |
| ---------- | ---- | ------- | ------- | ------- |
| Población  | 1963 | 2023    | 2044    | 1885    |
| Diferencia |      | +3,05 % | +1,03 % | −7,77 % |

| Año        | 2023 | 2024    |
| ---------- | ---- | ------- |
| Población  | 1894 | 1885    |
| Diferencia |      | −0,47 % |